# EC Vitória

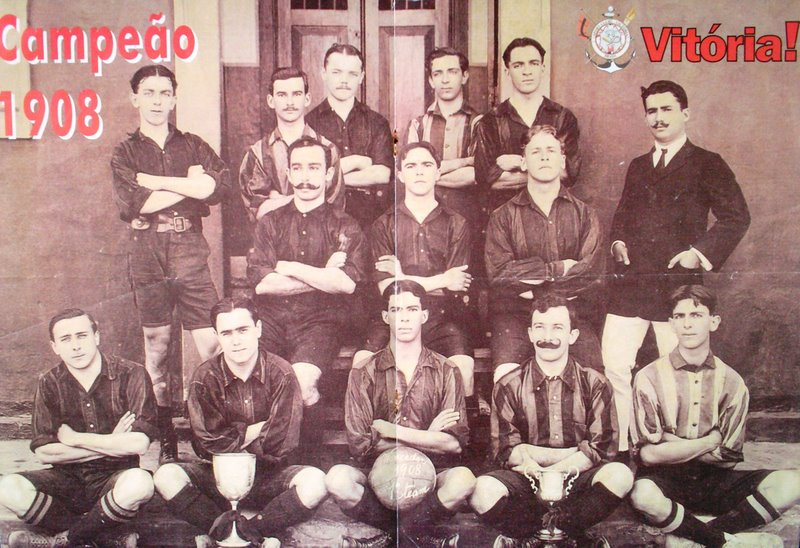
Mistři z Vitórie (šampionát státu Bahía v roce 1908): Milzen, Álvaro Tarquinio e Mario Pereira; A. C. Martins, Adriano Porto e Noé Nunes; Armando Gordilho, Oscar Alves, Fernando Alves, C. Muller, R. Mc. Nair, Oscar Luz, A. Galeão e Alfredo Seixas.

Esporte Clube Vitória je brazilský fotbalový klub z města Salvador, stát Bahía. Obvyklý maskot je lev. Fanoušek EC Vitória je známý jako Nego. Dres je většinou pruhovaný (černá a červená). Klub byl založen 13. května 1899, hraje na stadiónu Barradão (Estádio Manoel Barradas) s kapacitou 35 000 diváků.

## Známí fotbalisté
Někteří známí fotbalisté, kteří v minulosti působili v klubu:
- Bebeto
- David Luiz
- Dida
- Dudu Cearense
- Edílson
- Hulk
- Jackson
- Obina
- Ramon
- Túlio Maravilha
- Vampeta
- Víctor Aristizábal
- Dejan Petković